# Zwischenfall am 15. Mai

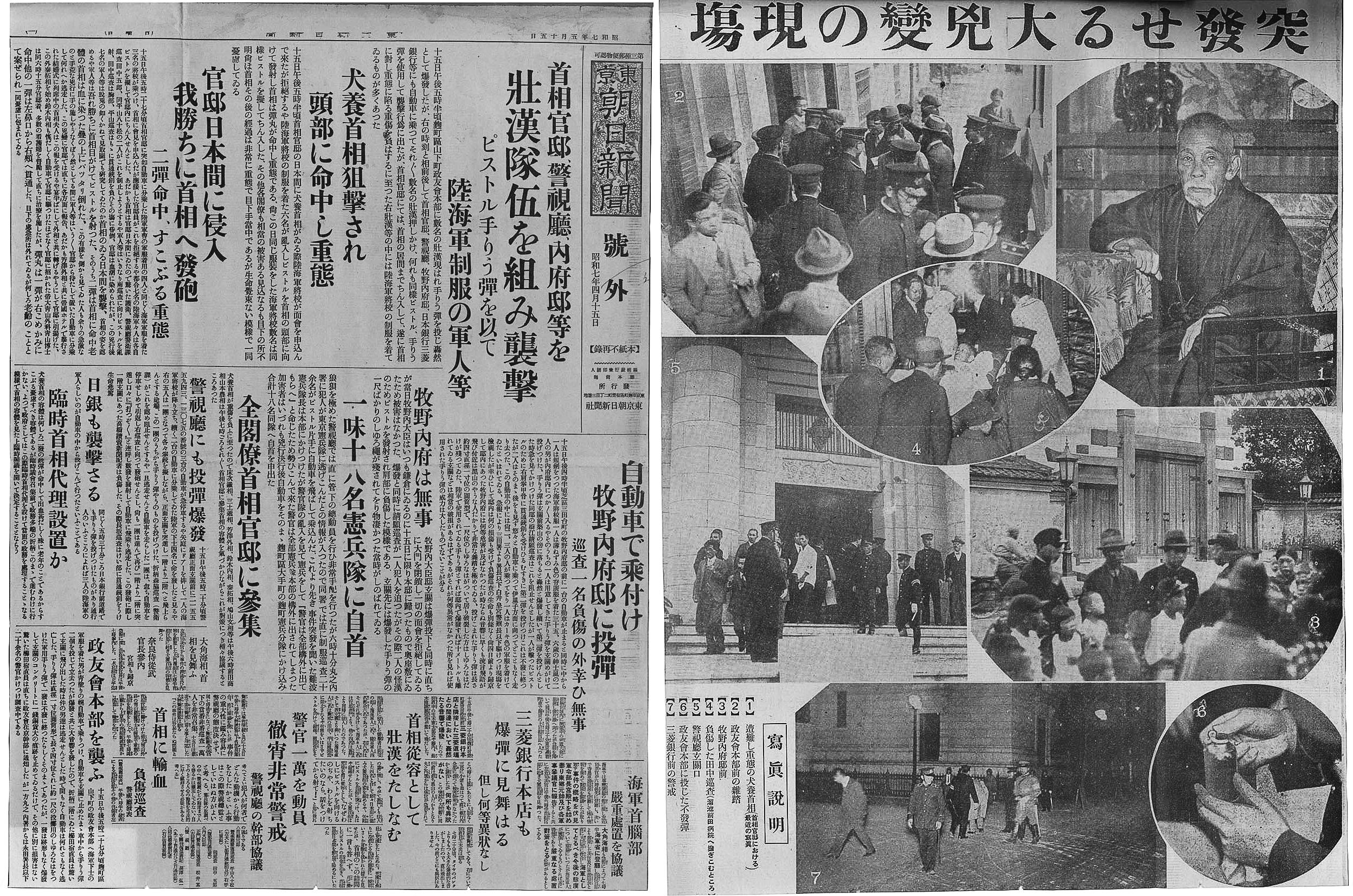
Bericht in der Tokyo Asahi Shimbun

Der Zwischenfall am 15. Mai 1932 (japanisch 五・一五事件, go ichigo jiken) war eine Revolte von Kadetten der Kaiserlich Japanischen Marine und Offiziersschülern des Heeres in Tōkyō, bei der der Premierminister Inukai Tsuyoshi getötet wurde.

## Vorgeschichte
Im Februar und März 1932 verübten Mitglieder der Ketsumeidan Attentate, wodurch der ehemalige Finanzminister Inoue Junnosuke und der Vorsitzende des Mitsui-zaibatsu (die heutige Mitsui Group), Dan Takuma, starben. Zu dieser Zeit stand die Ketsumeidan unter der Führung von Inoue Nisshō, einem radikalen selbsternannten Priester des Nichiren-Buddhismus. Dieser predigte Terrorismus, begleitet von Propaganda, die sich gegen den vorherrschenden Kapitalismus in Japan richtete.
Die Ketsumeidan führte eine Liste von Personen, die durch Attentate ermordet werden sollten. Darunter waren Persönlichkeiten, wie der Premierminister Inukai Tsuyoshi (ab Dezember 1931), sein Vorgänger Wakatsuki Reijirō, dem genrō Saionji Kimmochi, Inoue Junnosuke und Dan Takuma. Nach den Attentaten auf Inoue und Dan wurden die Verbindungen Inoue Nisshō zu den Attentätern durch die nachfolgende Ermittlung aufgedeckt. Inoue Nisshō wurde zu 15 Jahren Haft verurteilt. Die übrigen Mitglieder der Ketsumeidan suchten nun ihre Mitverschwörer in den Reihen der Marine und des Heeres. Dort gab es Gruppen von jungen Offizieren, die durch die Ermordung von Inukai eine Shōwa ishin („Shōwa-Restauration“, vergleichbar mit der Meiji-Restauration) schaffen wollten.

## Der 15. Mai 1932
Am 15. Mai 1932 entschieden sich Kadetten der kaiserlichen Marine und Jungoffiziere des Heeres dazu, politisch wichtige Gebäude anzugreifen. Dabei war das Hauptziel die Ermordung des Premierministers Inukai und dem Naidaijin (Lordsiegelbewahrer) Makino Nobuaki. Das Hauptquartier der seiyūkai, die Mitsubishi-Bank, das Tokioter Polizeihauptquartier und verschiedene Kraftwerke außerhalb Tōkyō, wurden angegriffen und besetzt. Die Jungoffiziere hatten nur mit der Ermordung Inukais Erfolg. Mehrere Offiziere drangen in die kōtei (Residenz des Premierministers) ein und erschossen Inukai. Dieser soll vor seinem Tod die Attentäter gebeten haben, mit ihm gemeinsam zu diskutieren.
Die Revolte vom 15. Mai wurde schnell unterdrückt und die Putschisten wurden in Gewahrsam genommen.

## Nachspiel
Durch den Druck der Reservistenverbände, die 700.000 Unterschriften sammelten, fielen die Strafen nur milde aus.
Das Attentat auf Premierminister Inukai Tsuyoshi setzte der Parteienregierung ein Ende und ließ nun politischen Raum für das Militär: mit dem Kabinett Saitō übernahm ein „Kabinett der nationalen Einheit“ die Regierung. Dadurch begünstigt konnte die Kwantung-Armee ungehindert von der Regierung in Tōkyō in der Mandschurei handeln.